# Sova med fienden
Sova med fienden (engelska Sleeping with the Enemy), är en amerikansk drama-thriller från 1991 i regi av Joseph Ruben med Julia Roberts och Patrick Bergin i huvudrollerna. Filmen bygger på en roman av Nancy Price och hade Sverigepremiär den 1 mars 1991.

## Handling
Laura är en kvinna som lever i ett olyckligt äktenskap då hennes man, Martin, misshandlar henne. Till slut finner hon ingen annan väg ut än att lämna honom på det enda sätt hon kan tänka sig. Under en segeltur fejkar hon sin egen död och börjar ett nytt liv med annan identitet i en ny stad. Hennes nya liv fungerar fint ända tills den dagen hon begår ett misstag och Martin kommer för att ta tillbaka sin hustru.

## Om filmen
Filmen är inspelad bland annat i Clinton och Wilmington, North Carolina och i Abbeville, South Carolina.

## Rollista (i urval)
- Julia Roberts - Sarah Waters / Laura Burney
- Patrick Bergin - Martin Burney
- Kevin Anderson - Ben Woodward